# Husseren-les-Châteaux
Husseren-les-Châteaux es una comuna francesa situada en la circunscripción administrativa de Alto Rin y, después del 1° de enero de 2021, en el territorio de la Colectividad Europea de Alsacia, en la región de Gran Este.
Está situada en la región histórica y cultural de Alsacia.

## Demografía
| 309 | 333 | 367 | 362 | 377 | 397 | 514 |
| Para los censos de 1962 a 1999 la población legal corresponde a la población sin duplicidades (Fuente: INSEE [Consultar]) |     |     |     |     |     |     |